# Constantin Regamey
Constantin Regamey   (Kíiv, 28 de gener de 1907 - Lausana, 27 de desembre de 1982) va ser un filòleg, orientalista, músic, compositor i crític. Va ser una presència significativa entre els cercles intel·lectuals i artístics a Varsòvia durant la dècada de 1930 i més tard professor a les Universitats de Lausana i Friburg.
Nascut a Kíev d'ascendència suïssa i polonesa, als 13 anys Regamey es va traslladar a Varsòvia, on va estudiar piano amb Józef Turczyński i teoria de la música amb Felicjan Szopski. El 1931, es va llicenciar per la Universitat de Varsòvia en filologia oriental i clàssica. Es va convertir en professor allí el 1936. Entre els anys 1937-1939 va editar la revista "Muzyka Polska" i va ser molt actiu com a crític musical.
Regamey va romandre a Polònia durant la Segona Guerra Mundial. Sota el pseudònim de Czesław Drogowski, va treballar amb organitzacions de resistència subterrànies com a missatger a l'Exèrcit. Durant la guerra va continuar actiu en la vida musical de Varsòvia, tocant a bars i cafeteries i participant en la "International Society for Contemporary Music". També va estudiar els principis de la composició i va començar a compondre seriosament el 1942. Després va estudiar composició formalment amb Kazimierz Sikorski. El 1944 va completar un quintet per a clarinet, fagot, violí, violoncel i piano que va ser admirat per Witold Lutosławski. Regamey utilitza aquesta tècnica de dotze tons en aquesta peça, entre els primers compositors de Polònia a fer-ho.
Després de la derrota de l'Insurrecció de Varsòvia a l'octubre de 1944, es va traslladar a Lausana, Suïssa. El 1945 es va convertir en professor de llengües eslaves i orientals a la Universitat de Lausana. També va ensenyar lingüística a la Universitat de Friburg a partir del 1946. Durant aquest temps va impartir conferències a l'estranger a l'Índia i Egipte i va publicar llibres i articles sobre filologia oriental i filosofia budista. Va continuar component, moltes de les seves obres sent estrenada pel director suís Paul Sacher. Les seves obres també es van representar al festival de "Donaueschingen". Del 1963-1968 va ser president de la "Schweizerische Tonkünstlerverein". Regamey va morir el 1982, quatre anys després de la seva jubilació.

## Obres seleccionades
- Persian Songs [versió III] per a baix-baríton i orquestra de cambra (1942);
- Quintet for clarinet, fagot, violí, violoncel i piano (1942-1944);
- Quartet de corda no 1 (1948)[4]
- .Adam Mickiewicz: homme et poète. Lausana: Universitat de Lausana, 1949;
- Buddhistische Philosophie, homme et Filosofia budista. Bern: Francke, 1950;
- Musikschaffen und Musikleben in Polen. Colònia: Osteuropa-Handbuch, 1959.
- Der Buddhismus Indiens. Aschaffenburg: Pattloch, 1964;
- Lila. Double Concerto for violin, cello i petita orquestra (1976);
- The Bhadramāyākāravyākaraṇa: introducció, text tibetà, traducció i notes. Delhi: Motilal Banarsidass Editors, 1990.